# دانييل نيزيتش
دانييل نيزيتش (بالإنجليزية: Danijel Nizic)‏ (15 مارس 1995 بسيدني في أستراليا - ) هو لاعب كرة قدم أسترالي في مركز حراسة المرمى. شارك مع منتخب أستراليا تحت 20 سنة لكرة القدم. أما مع النوادي، فقد لعب مع نادي بيرنلي ونادي تشورلي ونادي كرو ألكساندرا ونادي ووركينغتون.

## وصلات خارجية
- دانييل نيزيتش على موقع قاعدة بيانات كرة القدم.إي يو (الإنجليزية)
- دانييل نيزيتش على موقع Soccerbase.com (لاعب) (الإنجليزية)
- دانييل نيزيتش على موقع Soccerway.com (الإنجليزية)
- دانييل نيزيتش على موقع AS.com (الإسبانية)